# Frances Kraft Reckling
Frances Kraft Reckling (* 1906; † 1987) war eine amerikanische Musikerin (Piano, Komposition) und Musikalienhändlerin.
Reckling, die ein absolutes Gehör hatte, studierte am Boston Conservatory of Music; im Studium musste sie einige Probleme überwinden, da sie zunächst keine Noten lesen konnte.
Recklings Kompositionen I am Afraid of You und Darlin wurden mehrfach eingespielt. Für die Ballade Darlin hatte sie 1943 das alleinige Copyright eintragen lassen, musste aber für die Aufnahme daran den Interpreten Lucky Millinder beteiligen. Weiterhin arrangierte sie für Bigbands und trat zudem als Pianistin auf (etwa im Duo mit Margaret Bonds). Zugleich hatte sie eine Musikalienhandlung in Manhattan und gab auch Klavierstunden.